# Теннис на летней Универсиаде 2011
Соревнования по теннису на XXVI Всемирной Летней Универсиаде прошли с 14 по 21 августа 2011 года в Шэньчжэне (Китай) выявив обладателей 7 комплектов наград.

## Общая информация
В 2011-м году теннис в 24-й раз входит в программу летних Универсиад.
Несмотря на не слишком удобное время и место проведения турнира в нём приняли участие некоторые, относительно известные в профессиональном теннисе спортсмены. Так в женской части шэньчжэньские игры почтили своим вниманием Сатиэ Исидзу, Чжань Цзиньвэй, Сюко Аояма; в мужской части в играх принял участие Теймураз Габашвили.

## Обзор
Заявленный в мужской одиночный турнир Теймураз Габашвили не смог подтвердить свой статус фаворита соревнований. Уже в полуфинале россиянин испытал серьёзные проблемы с представителем Беларуси Сергеем Бетовым, а в финале не смог взять ни сета у представителя Южной Кореи.
Обыгравший его Лим Ён Гю, т.о. принёс своей стране первое за пять лето «золото» в этом виде программы игр.
В женском одиночном разряде соревнования не почтил никто, столь явно выделяющийся по уровню своей тогдашней игры над всеми соперниками. Среди тех, кто приехал, наиболее удачливыми и подготовленными к турниру оказались две представительницы Таиланда. Сеявшаяся на турнире выше — Нуднида Луангнам — завоевала главный приз соревнований, переиграв в финале свою более молодую коллегу по сборной 6-2, 6-4.
Впервые в истории игр эта азиатская страна завоевала главный приз в этом виде программы Универсиады.
В мужском парном разряде титул достался первому номеру посева — дуэту из Тайваня, принёсших своей стране вторую подряд золотую медаль в этом виде программы.
В женском парном разряде титул завоёвывает представительницы Японии, переигравшие в полуфинале вторых сеянных турнира — пару из России. Сюко и Котоми приносят своей стране первую за восемь последних розыгрышей турнира золотую медаль в этом виде программы.
В турнире смешанных пар не было равных представителям Тайваня, проигравшим за весь турнир лишь один сет. Серебряную медаль завоевали представители Беларуси, переиграв в финале второй дуэт посева — пару из Таиланда.
Тайвань завоёвывает главный приз в этом виде программы во второй раз подряд.
Тайвань же становится самой успешной командой по итогам всего теннисного турнира, единственным завоевав два «золота» в личных дисциплинах.

## Спортивные объекты
- Longgang Tennis Center
- Shenzhen Tennis Center

## Медали

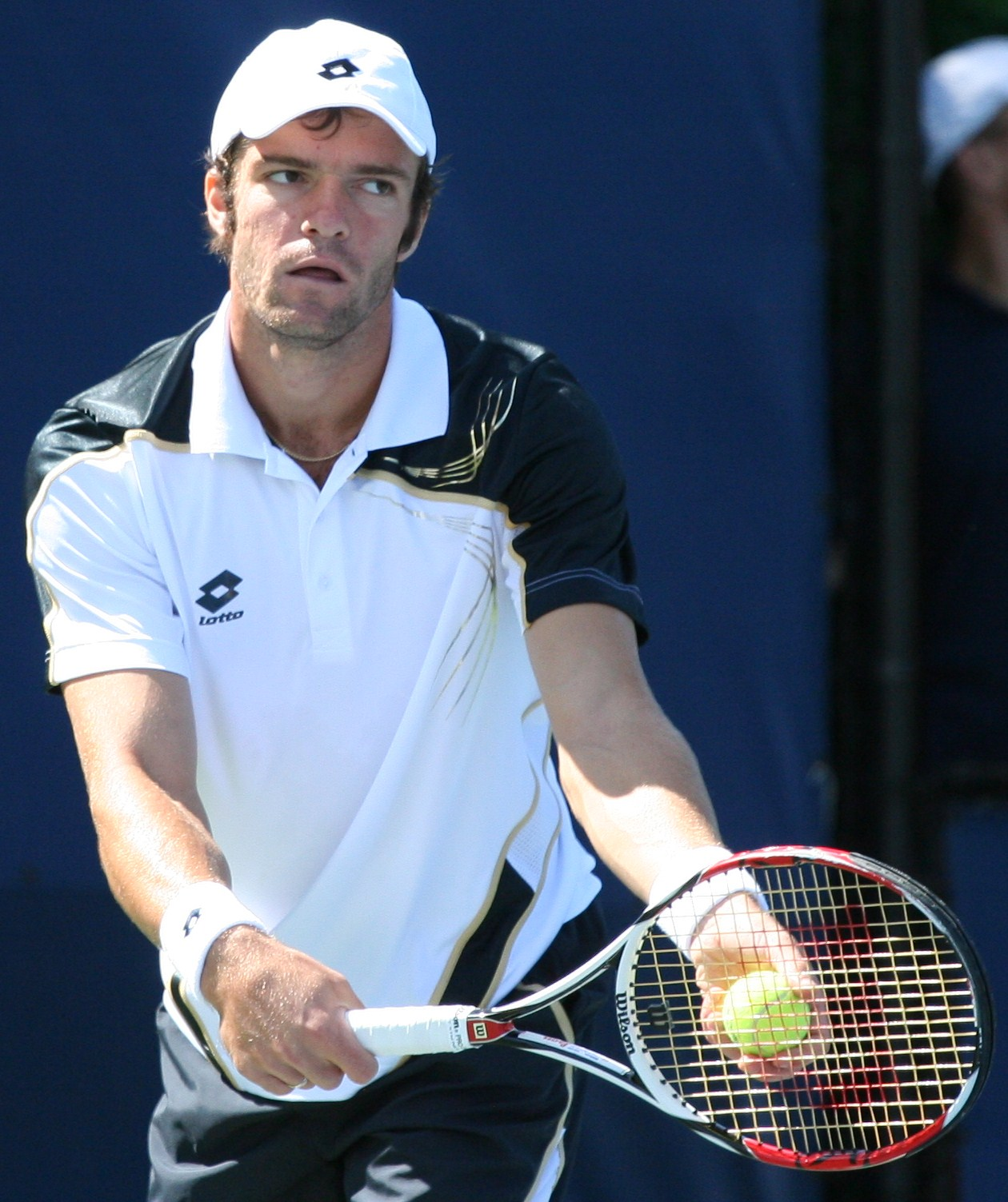
26-летний Теймураз Габашвили — вице-чемпион одиночного турнира у мужчин.

### Медалисты

#### Одиночные турниры
| Категория | Золото                 | Серебро                  | Бронза                |
| Мужчины   | Лим Ён Гю (KOR)        | Теймураз Габашвили (RUS) | Сергей Бетов (BLR)    |
| Мужчины   | Лим Ён Гю (KOR)        | Теймураз Габашвили (RUS) | Александр Бурый (BLR) |
| Женщины   | Нуднида Луангнам (THA) | Нунгнадда Ваннасук (THA) | Ю Ми (KOR)            |
| Женщины   | Нуднида Луангнам (THA) | Нунгнадда Ваннасук (THA) | Ксения Лыкина (RUS)   |

#### Парные турниры
| Категория | Золото                                   | Серебро                                        | Бронза                                                 |
| Мужчины   | Се Чжэнпэн (TPE) Ли Синьхань (TPE)       | Сергей Бетов (BLR) Александр Бурый (BLR)       | Лим Ён Гю (KOR) Соль Джэ Мин (KOR)                     |
| Мужчины   | Се Чжэнпэн (TPE) Ли Синьхань (TPE)       | Сергей Бетов (BLR) Александр Бурый (BLR)       | Давид Эструч (ESP) Пабло Мануэль Монторо Хименес (ESP) |
| Женщины   | Сюко Аояма (JPN) Котоми Тахакахата (JPN) | Го Ли (CHN) Ли Тин (CHN)                       | Валерия Пулидо (MEX) Летисия Назари Урбина (MEX)       |
| Женщины   | Сюко Аояма (JPN) Котоми Тахакахата (JPN) | Го Ли (CHN) Ли Тин (CHN)                       | Ксения Лыкина (RUS) Марта Сироткина (RUS)              |
| Микст     | Чжань Цзиньвэй (TPE) Ли Синьхань (TPE)   | Светлана Пироженко (BLR) Александр Бурый (BLR) | Сюко Аояма (JPN) Такуто Ники (JPN)                     |
| Микст     | Чжань Цзиньвэй (TPE) Ли Синьхань (TPE)   | Светлана Пироженко (BLR) Александр Бурый (BLR) | Вирапат Доакмайкли (THA) Варатчая Вонгтинчай (THA)     |

#### Командные турниры
| Категория | Золото                                     | Серебро                                     | Бронза                          |
| Мужчины   | Республика Корея · Лим · Ох · Соль         | Беларусь · Бетов · Бурый                    | Китайский Тайбэй Се · Хуан · Ли |
| Женщины   | Таиланд · Луангнам · Ваннасук · Вонгтинчай | Япония · Аояма · Исидзу · Кувата · Такахата | Россия · Лыкина · Сироткина     |

### Общий зачёт
| Общее количество медалей |                  |        |         |        |       |
| Место                    | Страна           | Золото | Серебро | Бронза | Всего |
| 1                        | Таиланд          | 2      | 1       | 1      | 4     |
| 2                        | Республика Корея | 2      | 0       | 2      | 4     |
| 3                        | Китайский Тайбэй | 2      | 0       | 1      | 3     |
| 4                        | Япония           | 1      | 1       | 1      | 3     |
| 5                        | Беларусь         | 0      | 3       | 2      | 5     |
| 6                        | Россия           | 0      | 1       | 3      | 4     |
| 7                        | Китай            | 0      | 1       | 0      | 1     |
| 8                        | Испания          | 0      | 0       | 1      | 1     |
| 8                        | Мексика          | 0      | 0       | 1      | 1     |
| Всего                    | Всего            | 7      | 7       | 12     | 26    |

## Ссылка
- Страница теннисного турнира на сайте игр  (англ.)